# Montserrat Llagostera i Casas
Montserrat Llagostera i Casas   (Barcelona, 1954) és una científica catalana especialitzada en Microbiologia Molecular. Lidera el grup de investigació de Microbiologia Molecular de la Universitat Autònoma de Barcelona (UAB). A més, coordina la línia de recerca "Aplicacions Biotecnològiques dels bacteriòfags", destinat a l'àmbit de producció animal i seguretat alimentària.
És la investigadora principal del projecte europeu "Phagovet", el qual està basat en l'obtenció de productes a partir de bacteriòfags (virus bacterians innocus) per tal de controlar infeccions bacterianes causades per Salmonella i Escherichia coli en granges, amb l'objectiu de reduir el consum d'antibiòtics en aquest sector.
Investigadors del grup de Microbiologia Molecular de la Universitat Autònoma de Barcelona (UAB), que Montserrat Llagostera encapçala, participen en el projecte europeu Phagovet. Donat l'ús massiu i inapropiat que s'ha fet dels antibiòtics durant les últimes dècades, l'objectiu de Phagovet és trobar nous mètodes pel control bacterià en granges avícoles per tal de reduir al màxim l'ús d'antbiòtics.
El projecte Phagovet, dotat amb 3,3 milions d'euros, desenvoluparà tres productes a partir de bacteriòfags per lluitar contra la Salmonella i l'Escherichia coli, dos infeccions bacterianes que afecten greument les explotacions d'aus. Amb el projecte es busca una alternativa a l'ús d'antibiòtics en producció animal mitjançant el desenvolupament d'un biocida i dos productes tecnològics aditius alimentaris.
El projecte el coordina Controlvet, un grup empresarial portuguès que ofereix serveis de biotecnologia aplicada a la seguretat alimentària.
El grup d'investigació de la doctora Llagostera és un referent en la investigació de bacteròfags. Ha patentat i llicenciat un producte d'ús alimentari basat en fags, tot i que encara no estigui comercialitzat.
Montserrat va ser guanyadora en la primera edició dels "Premis a l'excel·lència en la transferència del coneixement".